# ستيفان السابع
البابا ستيفن السابع كما وتُكتب أسطفان السابع (باللاتينية: Stephanus VII، توفي بتاريخ 15 آذار / مارس عام 931) كان بابا الكنيسة الرومانية الكاثوليكية من شباط / فبراير 929 إلى حين وفاته عام 931. وهو أحد المرشحين لكونه ماروزيا التي اعتبرت شائنة وتواصلت خلال بابويته الحقبة المعروفة بساكولوم أوبسكوروم (العصور المظلمة للبابوية).